# В'язіль носатий
В'язіль носатий (Coronilla rostrata) — вид квіткових рослин з родини бобових (Fabaceae).

## Біоморфологічна характеристика
Однорічна рослина 10–50 см заввишки. Стебла розпростерті, довгі, тонкі, запушені чи ні. Листочки 7–12 × 4–9 мм. Квітки жовті. Боби сильно вигнуті, із прямим носиком.

## Поширення
Поширення: Албанія, Греція, Крим, Кіпр, Іран, Ліван-Сирія, Палестина, Туреччина.
В Україні вид росте на скелястих південних схилах — на південному макросхилі Кримських гір дуже рідко

## Синоніми
- Artrolobium parviflorum Desv.
- Coronilla parviflora Willd.
- Securigera parviflora (Desv.) Lassen